# 960 TCN
960 TCN là một năm trong lịch La Mã.